# امبرائر لجسی ۶۰۰
امبرائر لجسی ۶۰۰ (به انگلیسی: Embraer Legacy 600) یک هواپیمای ساختِ امبرائر در کشور برزیل است. این هواپیما در ۳۱ مارس ۲۰۰۱ میلادی نخستین پرواز خود را انجام داد.